# Japão nos Jogos Olímpicos de Inverno de 2018
O Japão participou dos Jogos Olímpicos de Inverno de 2018, realizados na cidade de Pyeongchang, na Coreia do Sul.
O país fez sua vigésima primeira aparição em Olimpíadas de Inverno, sendo que participa regularmente desde os Jogos de 1952, em Oslo. Sua delegação foi composta de 124 atletas que competem em treze modalidades esportivas, no que foi o maior contingente de atletas japoneses em uma edição de Jogos Olímpicos de Inverno fora do Japão.

## Medalhas
| Atleta                                                                     | Esporte                 | Evento                           | Medalha |
| -------------------------------------------------------------------------- | ----------------------- | -------------------------------- | ------- |
| Yuzuru Hanyu                                                               | Patinação artística     | Individual masculino             | Ouro    |
| Nao Kodaira                                                                | Patinação de velocidade | 500 m feminino                   | Ouro    |
| Miho Takagi Ayano Sato Nana Takagi Ayaka Kikuchi                           | Patinação de velocidade | Perseguição por equipes feminino | Ouro    |
| Nana Takagi                                                                | Patinação de velocidade | Largada coletiva feminina        | Ouro    |
| Miho Takagi                                                                | Patinação de velocidade | 1500 m feminino                  | Prata   |
| Ayumu Hirano                                                               | Snowboard               | Halfpipe masculino               | Prata   |
| Akito Watabe                                                               | Combinado nórdico       | Individual pista normal          | Prata   |
| Nao Kodaira                                                                | Patinação de velocidade | 1000 m feminino                  | Prata   |
| Shoma Uno                                                                  | Patinação artística     | Individual masculino             | Prata   |
| Daichi Hara                                                                | Esqui estilo livre      | Moguls masculino                 | Bronze  |
| Sara Takanashi                                                             | Salto de esqui          | Pista normal individual feminino | Bronze  |
| Miho Takagi                                                                | Patinação de velocidade | 1000 m feminino                  | Bronze  |
| Satsuki Fujisawa Chinami Yoshida Yumi Suzuki Yurika Yoshida Mari Motohashi | Curling                 | Feminino                         | Bronze  |

Legenda
| Recorde mundial      | Recorde mundial (World record)               |                       | Recorde africano                      | Recorde africano (African) |                                           | Q | Classificado por posição (Qualified) |
| Recorde olímpico     | Recorde olímpico (Olympic record)            | Recorde da América    | Recorde da América (Americas)         | q                          | Classificado por melhor tempo (Qualified) |   |                                      |
| Melhor marca do ano  | Melhor marca do ano (World leading)          | Recorde asiático      | Recorde asiático (Asian)              | DNS                        | Não largou (Did not start)                |   |                                      |
| Recorde nacional     | Recorde nacional (National record)           | Recorde europeu       | Recorde europeu (European)            | DNF                        | Não terminou (Did not finish)             |   |                                      |
| Recorde pessoal      | Recorde pessoal do atleta (Personal best)    | Recorde da Oceania    | Recorde da Oceania (Oceania)          | DSQ / DQ                   | Desclassificado (Disqualified)            |   |                                      |
| Recorde da temporada | Recorde da temporada do atleta (Season best) | Recorde sul-americano | Recorde sul-americano (South America) | NM                         | Sem marca (No mark)                       |   |                                      |